# 昂代勒河畔埃尔伯夫
昂代勒河畔埃尔伯夫（法語：Elbeuf-sur-Andelle，法語發音：[ɛlbœf syʁ ɑ̃dɛl]）是法国滨海塞纳省的一个市镇，属于鲁昂区。

## 地理
昂代勒河畔埃尔伯夫（49°28'12"N, 1°23'45"E）面积5.87 平方千米，位于法国诺曼底大区滨海塞纳省，该省份为法国北部沿海省份，其西部及北部濒大西洋英吉利海峡，东起顺时针与索姆省、瓦兹省、厄尔省和卡爾瓦多斯省接壤。
与昂代勒河畔埃尔伯夫接壤的市镇（或旧市镇、城区）包括：瓦克伊、昂代勒河畔克鲁瓦西、圣艾尼昂叙里。

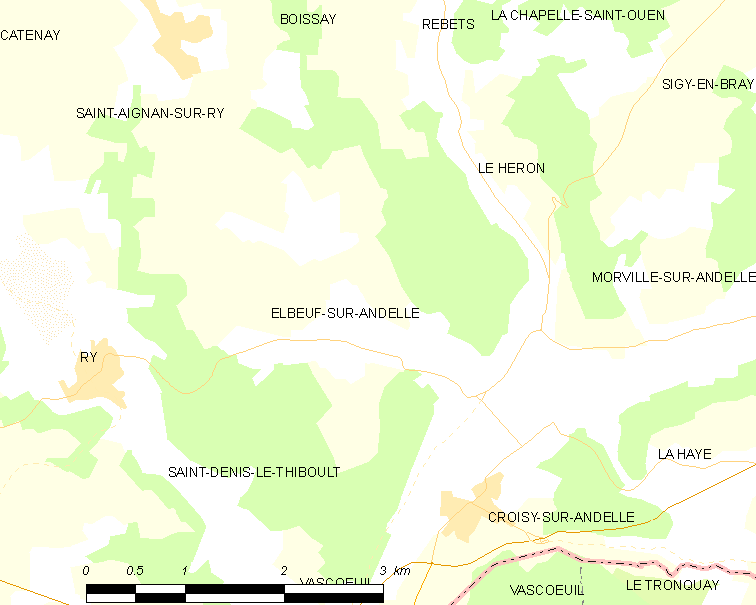
昂代勒河畔埃尔伯夫的OSM定位图

昂代勒河畔埃尔伯夫的时区为UTC+01:00、UTC+02:00（夏令时）。

## 行政
昂代勒河畔埃尔伯夫的邮政编码为76780，INSEE市镇编码为76230。

## 政治
昂代勒河畔埃尔伯夫所属的省级选区为勒梅尼勒埃纳尔县。

## 人口

1962-2008年间昂代勒河畔埃尔伯夫人口变化图示

昂代勒河畔埃尔伯夫于2022年1月1日时的人口数量为446人。